# Oxidació β

Esquema que mostra l'acció de la carnitina

L'oxidació β és el procés pel qual els àcids grassos, sota la forma de molècules d'acil-CoA es divideixen en els mitocondris i/o en els peroxisomes per a generar acetil-CoA, la molècula d'entrada per al cicle de l'àcid cítric.
L'oxidació β dels àcids grassos es compon de tres etapes:
1. Activació dels àcids grassos en el citosol
2. Transport d'àcids grassos dins de mitocondris (llançadora de carnitina)
3. Oxidació β neta en la matriu mitocondrial

Els àcids grassos s'oxiden en la majoria dels teixits de cos. Tanmateix, el cervell, els eritròcits i la medul·la adrenal no poden utilitzar els àcids grassos per als seus requeriments energètics.

## Activació d'àcids grassos
Els àcids grassos lliures poden penetrar a la membrana plasmàtica. Una vegada en el citosol l'activació dels àcids grassos és catalitzada per la sintetasa acil-CoA. Un àcid gras reacciona amb ATP per donar acil adenilat, més pirofosfat inorgànic que reacciona amb coenzim A per donar un ester d'acil-CoA més AMP. L'acil-CoA gras reacciona amb carnitina per formar acilcarnitina, la qual es transporta a través de la membrana interna mitocondrial per la translocasa de carnitina-acilcarnitina.

## Quatre passos que es repeteixen
Una vegada dins del mitocondri, cada cicle d'oxidació β, alliberant dues unitats de carboni-acetil CoA, ocorren en una seqüència de quatre reaccions:
| Descripció | Diagrama                | Enzim                             | Producte final                                                                    |
| Deshidrogenació per FAD: El primer pas és l'oxidació dels àcids grassos per Acil-CoA-Deshidrogenasa.                                | Deshidrogenació per FAD | acil CoA deshidrogenasa           | trans-Δ²-enoyl-CoA                                                                |
| Hidratació: El següent pas és la reacció de hidratació entre l'enllaç entre C-2 i C-3.                                              | Hidratació              | enoil CoA hidratasa               | L-β-hidroxiacil CoA                                                               |
| Oxidació per NAD+: El tercer pas és l'oxidació de L-β-hidroxiacil CoA per NAD+. Això converteix el grup hidroxil en un grup cetona. | Oxidació per NAD+       | L-β-hidroxacil CoA deshidrogenasa | β-ketoacil CoA                                                                    |
| Tiolisi: El pas final és transformar β-ketoacil CoA pel grup tiol a una altra molècula de CoA.                                      | Tiolisi                 | β-ketotiolasa                     | Una molècula d'acetil CoA i una molècula d'acil CoA que és dos carbonis més curta |

Aquest procés continua fins que tota la cadena està partida en unitats d'acetil CoA. El cicle final produeix dos acetils CoA separats en lloc d'un acil CoA i un acetil CoA. Per a cada cicle, la unitat d'Acil CoA és escurçada per dos àtoms de carboni. Concomitantment, es formen una molècula d'FADH₂, NADH i acetil CoA .

## Oxidació β d'àcids grassos insaturats
L'oxidació β d'àcids grassos insaturats constitueixen un problema, ja que la localització d'un enllaç cis pot prevenir la formació d'un enllaç de trans-Δ² bond. En aquestes situacions es manegen dos enzims addicionals.

## Oxidació β de cadenes inusuals
Els àcids grassos amb un nombre de cadenes de carboni inusuals es troben generalment en els lípids de plantes i d'alguns organismes marins. Aquest tipus de cadenes s'oxiden de la mateixa manera que les altres però els productes finals són propionil-CoA i acetil-CoA.

## Oxidació en peroxisomes
Hi pot haver oxidació d'àcids grassos en els peroxisomes i no es fan amb la síntesi d'ATP sinó amb la transferència d'electrons a O₂, que dona H₂O₂. El catalitzador és l'enzim catalasa, que converteix el peròxid d'hidrogen en oxigen.